# Blue Eyes Crying in the Rain
"Blue Eyes Crying in the Rain" er en komposition af Fred Rose fra 1945. 
Sangen er indspillet af en lang række kunstnere, den første var Roy Acuff i 1947, og siden fulgte navne som Willie Nelson, Elvis Presley og vores hjemlige Peter Abrahamsen.
Elvis Presley indspillede sangen i sit eget studie 'The Jungle Room' hjemme i Graceland, Memphis, den 7. februar 1976. Den blev udsendt på albummet From Elvis Presley Boulevard, Memphis, Tennessee i maj samme år.
"Blue Eyes Crying in the Rain" er så vidt vides den sidste sang, som Elvis Presley spillede før sin død. Han sad ved klaveret hjemme i stuen i Graceland og spillede og sang sangen om aftenen den 15. august 1977 sammen med sine nære venner, ægteparret Billy og Jo Smith. Klokken 2.33 om morgenen den 16. august blev han fundet livløs på sit badeværelse og få timer senere var han erklæret død.

## Andet
Willie Nelson fik i 1976 en Grammy for sangen.